# Theo Mertens (wielrenner)
Theo Mertens (Balen, 30 juli 1941) is een voormalig Belgisch wielrenner. In 1963 won hij de Textielprijs Vichte. In 1966 won hij de Vierdaagse van Duinkerke.

## Ploegen
- 1963 Libertas
- 1963 GBC-Libertas
- 1964 Pelforth-Sauvage-Lejeune
- 1964 Libertas
- 1965 Peugeot
- 1966 Peugeot
- 1967 Peugeot
- 1968 Mann-Grundig
- 1969 Frimatic
- 1970 Goldor-Fryns-Elvé

Wielerploegen van Theo Mertens
Arze ·
Beaufrère ·
Bocquillon ·
Bölke ·
Bracke ·
Daems ·
Duez ·
Forestier ·
Gabard ·
Giscos ·
Gonzales ·
Hamon ·
Jankowski ·
Kunde ·
Le Hec ·
Le Mellec ·
Le Menn ·
Lepolard ·
Mahé ·
Mastrotto ·
Mathy ·
Mertens ·
Nédélec ·
Niel ·
Paris ·
Pingeon ·
Ruby · 
Seyve ·
Simpson ·
Valdois ·
Van Coningsloo ·
Vera ·
Wolfshohl
Arze ·
Bazire ·
Bölke ·
Bracke ·
Chainniaux ·
Charruau ·
Daems ·
Delattre ·
Delisle ·
Descombin ·
Duez ·
Dumont ·
Forestier ·
Gaignard ·
Guimbard ·
Hamon ·
Jacquemin ·
Kubacki ·
Le Hec ·
Le Mellec ·
Le Menn ·
Letort ·
Mertens ·
Nédélec ·
Niel ·
Pamart ·
Paris ·
Pingeon ·
Ramsbottom ·
Raymond · 
Raynal ·
Remon ·
Scob ·
Seyve ·
Simpson  ·
Soler ·
Valdois ·
Van Coningsloo ·
Zimmermann
Bayssière ·
Bazire ·
Bölke ·
Bracke ·
Charruau ·
Daunat ·
Delisle ·
Duez ·
Dumont ·
Gaignard ·
Godelle ·
Großimlinghaus ·
Grosskost ·
Hamon ·
Kunde ·
Le Mellec ·
Le Menn ·
Lescure ·
Letort ·
Merckx ·
Mertens ·
Morn ·
Nédélec ·
Niel ·
Pamart ·
Paris ·
Pingeon ·
Ramsbottom ·
Raymond · 
Raynal ·
Remon ·
Scob ·
Simpson  ·
Spriet ·
Van Coningsloo ·
Zimmermann
Bayssière ·
Bölke ·
Bracke ·
Daunat ·
De Sitter ·
Delisle ·
Desvages ·
Duez ·
Dumont ·
Grosskost ·
Gruchet ·
Hill ·
Kunde ·
Le Mellec ·
Le Menn ·
Letort ·
Merckx  ·
Mertens ·
Nédélec (tot 06/09) ·
Niel ·
Pamart ·
Pingeon ·
Rabaute ·
Raymond · 
Sadot ·
Simpson ·
Verheyden ·
Zimmermann